# Tunstall, Norfolk
Tunshall är en by i civil parish Halvergate, i distriktet Broadland, i grevskapet Norfolk i England. Byn är belägen 3 km från Acle. Tunstall var en civil parish fram till 1935 när blev den en del av Halvergate. Civil parish hade 94 invånare år 1931. Byn nämndes i Domedagsboken (Domesday Book) år 1086, och kallades då Tunestalla/Tunestalle.